# Akademie Deutsches Bäckerhandwerk Weinheim

Logo der Akademie

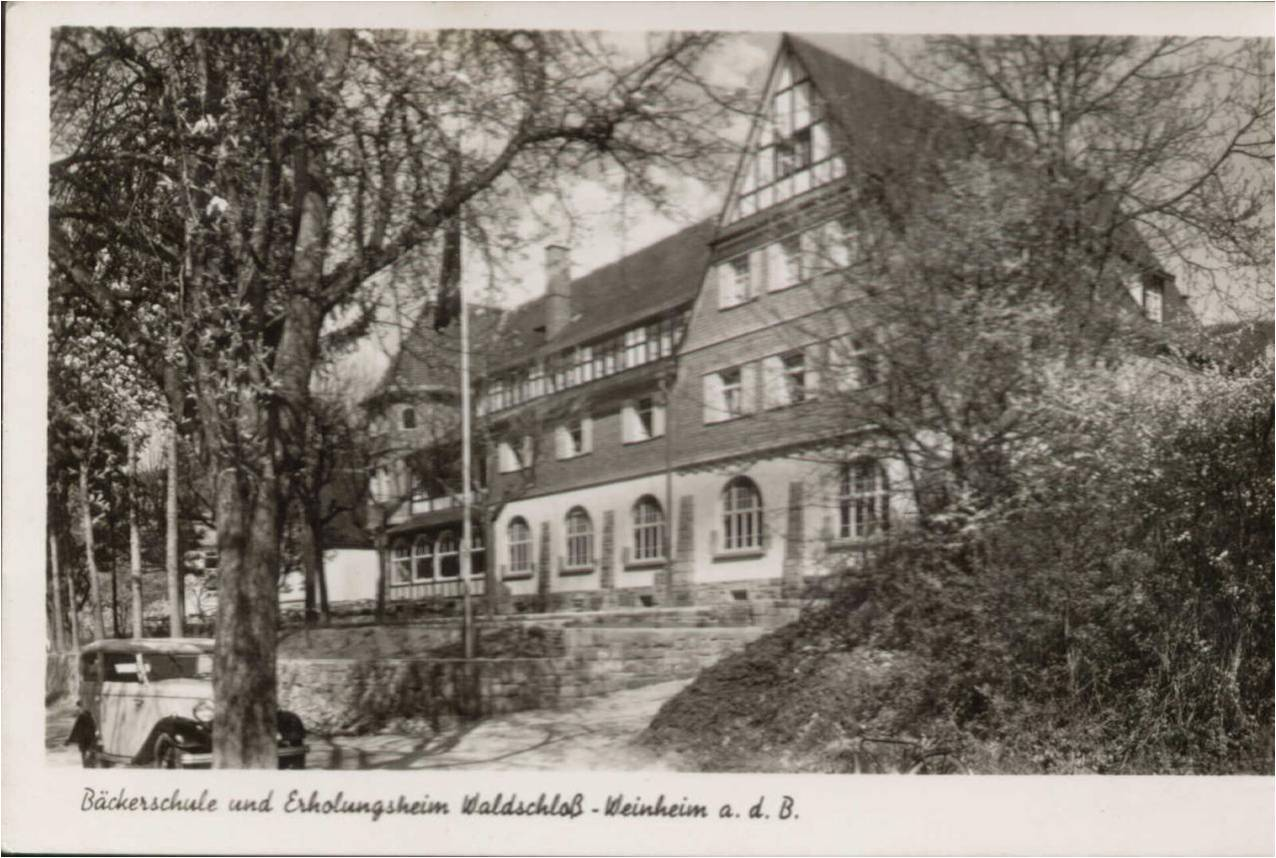
Historische Aufnahme der früheren Bäckerschule

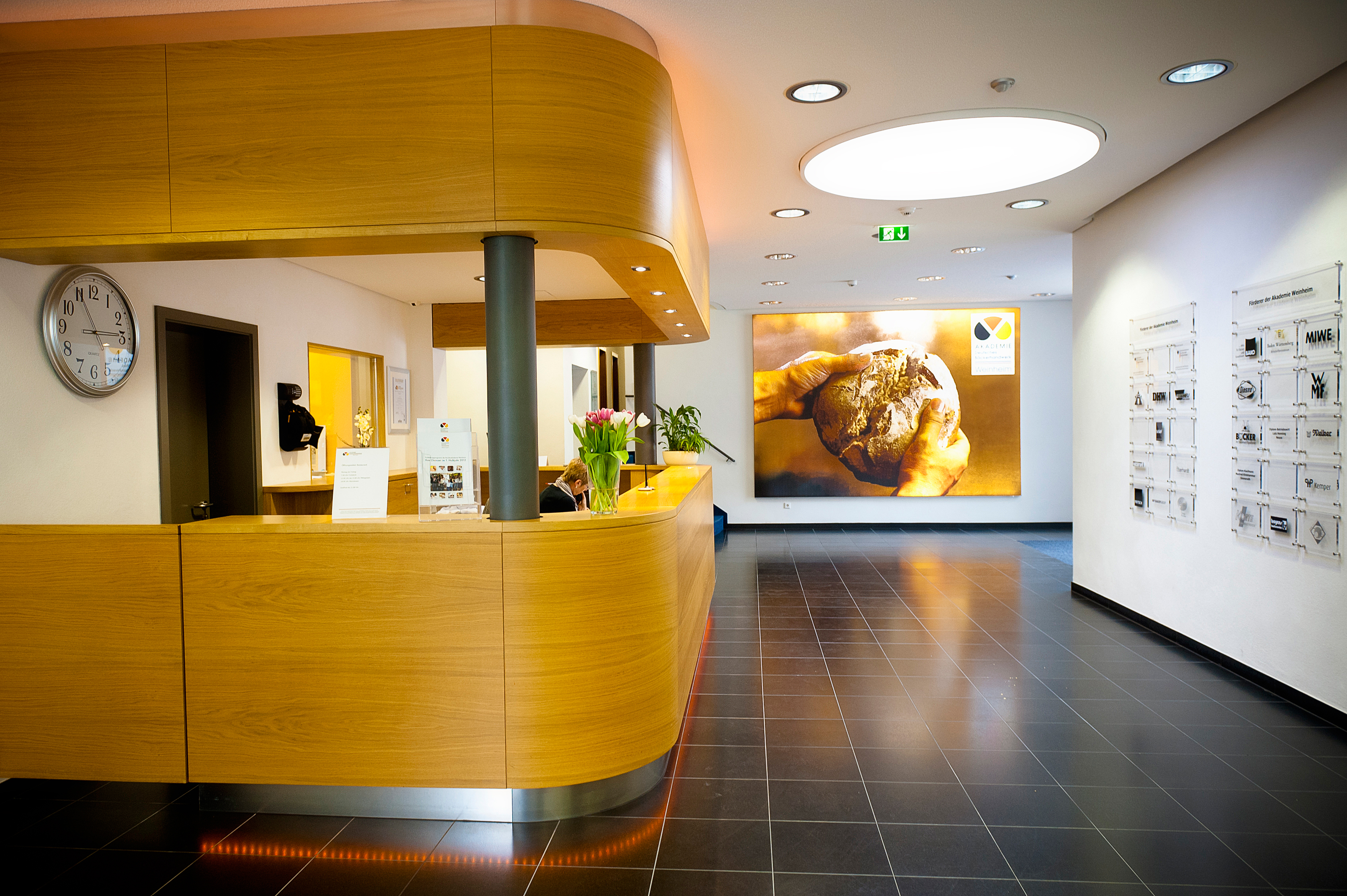
Foyer der Akademie

Die Akademie Deutsches Bäckerhandwerk Weinheim e. V. ist als Bundesakademie des deutschen Bäckerhandwerks die zentrale Bildungseinrichtung aller Bäcker-Landesinnungsverbände sowie des Zentralverbandes des Deutschen Bäckerhandwerks. Sie befindet sich im Waldschloss der Stadt Weinheim an der Bergstraße. Der Verein ist als gemeinnützig anerkannt. Die Akademie ist Meisterschule für Bäcker sowie Konditoren. Einen Namen hat sich die Akademie u. a. auch durch die Etablierung einer Fortbildung zum Brot-Sommelier und zum Schokoladen-Sommelier gemacht.

## Historie des Waldschlosses und der Fachschule
Der älteste Gebäudeteil der Akademie zur Straße hin wurde in den Jahren 1906 und 1907 errichtet und zunächst als Hotel und Restaurant „Waldschlösschen“ betrieben. Aufgrund einer Initiative des badischen Ministerpräsidenten Walter Köhler sowie des badischen Bäcker-Bezirksinnungsmeisters Heinrich Pfliegensdörfer – beide aus Weinheim – erwarb die Stadt Weinheim am 21. Juli 1937 das heute noch so genannte „Waldschloss“. Sie übertrug es gegen einen symbolischen Kaufpreis als „Maßnahme der Wirtschaftsförderung“ dem Reichsbäckerverband in Berlin, der sich im Gegenzug verpflichtete, eine Bäckerschule zu errichten und zu betreiben.
Am 8. Dezember 1938 erfolgte die feierliche Eröffnung der „Bäckerschule für Südwestdeutschland“ für die Gebiete Baden, Württemberg, Saarpfalz und südliches Hessen durch Ministerpräsident Walter Köhler und Reichsinnungsmeister Karl Grüßer. „Das deutsche Bäckerhandwerk  hat die Aufgabe, dem Volk gesundes Brot zu liefern“, sagte Reichsinnungsmeister Grüßer, der aus Berlin zur Eröffnung gekommen war. Dafür müsse „von unten herauf die Existenzerhaltung betrieben“ und geschult werden. „Die Bäcker sind ein entscheidendes Glied in der deutschen Volkswirtschaft. Dieses Handwerk sorgt für die Volksernährung und damit für die Volksgesundheit“ erklärte Ministerpräsident Walter Köhler in seiner Rede.
In den Jahren 1944 bis 1948 erfolgte eine kriegsbedingte Pause der Schultätigkeit. Das Gebäude wurde als Lazarett genutzt. Von 1946 bis 1949 hatte der Zentralverband des Deutschen Bäckerhandwerks seinen Sitz im Weinheimer Waldschloss (heute in Berlin).
Im Jahr 1948 erfolgte die Wiedereröffnung als „Bäckerschule Weinheim“, unter der Trägerschaft des Bäckerverbandes Baden. 1960 erfolgte die Umbenennung in „Fachschule Weinheim des Deutschen Bäckerhandwerks“, 1969 dann in die lange Jahre gültige und heute noch allseits bekannte Bezeichnung „Bundesfachschule des Deutschen Bäckerhandwerks“.
Im Jahr 1991 erfolgte eine umfangreiche Erweiterung durch Anbau eines Technologiezentrums mit Lehrbackstuben und Labor an das bereits 1955 errichtete Gästehaus.
Mit der Gründung des ADB-Verbunds, der von der Akademie in Weinheim koordiniert wird, erfolgte im 2006 die Umbenennung der „Bundesfachschule des Deutschen Bäckerhandwerks“ in „Akademie Deutsches Bäckerhandwerk Weinheim“. Geläufige Bezeichnungen sind auch „Bundesakademie Weinheim“ oder einfach „Akademie Weinheim“.
Aufgrund der seit dem Jahr 2006 deutlich gestiegenen Teilnehmerzahl der Akademie wurde der öffentliche Geschäftsbetrieb im zuvor verpachteten Hotel-Restaurant „Waldschloss“ im Jahr 2008 eingestellt. Das nach wie vor betriebene Restaurant und Gästehaus der Akademie ist seitdem ausschließlich für Teilnehmer an Meisterkursen und Seminaren zugänglich.
In den Jahren 2009–2010 erfolgte eine Generalsanierung im Altbau inkl. Restaurant, Empfangsbereich, Seminartrakt, Verwaltungsräume und Treppenhäuser. Das Restaurant wurde um einen Schulungsbereich für Frontbaking und Bäckergastronomie ergänzt. Die feierliche Einweihung der neuen Räumlichkeiten erfolgte am 31. März 2010 durch den Baden-Württembergischen Ministerpräsidenten Stefan Mappus.
In den Jahren 2020/21 wurde ein zusätzliches Gästehaus mit 24 Zimmern („Waldhaus“) auf dem Campus errichtet und im Juli 2021 feierlich eröffnet.

## Schulleiter
In den Jahren ihres Bestehens waren folgende Schulleiter für die Akademie verantwortlich:
- Karl Jacob Seitz von 1938 bis 1944
- Eugen Gottmann im Jahr 1948
- Horst Kluge von 1949 bis 1972
- Christian Behrends von 1973 bis 1974
- Klaus Köpf von 1975 bis 2005
- Bernd Kütscher 2006–2025[2]

## Organisation der Akademie
Der Verein Akademie Deutsches Bäckerhandwerk Weinheim e. V. hat folgende Mitglieder:
- Zentralverband des Deutschen Bäckerhandwerks
- Bäcker-Innungsverband Baden
- Landes-Innungsverband für das bayerische Bäckerhandwerk
- Bäcker- und Konditoren-Landesverband Berlin und Brandenburg
- Bäckerinnung der Freien und Hansestadt Hamburg
- Bäckerinnungsverband Hessen
- Landesinnungsverb. des Bäcker- u. Konditorenhandw. Mecklenburg-Vorpommern
- Bäckerinnungs-Verband Niedersachsen/Bremen
- Verband des Rheinischen Bäckerhandwerks
- Landesinnungsverband des Bäckerhandwerks Sachsen-Anhalt
- Landesinnungsverband Saxonia des Bäckerhandwerks Sachsen
- Bäckerinnungsverband Saarland
- Landesinnungsverband des Bäckerhandwerks Schleswig-Holstein
- Bäcker-Innungs-Verband Südwest
- Landesinnungsverband des Thüringer Bäckerhandwerks
- Bäckerinnungsverband Westfalen-Lippe
- Landesinnungsverband für das Württembergische Bäckerhandwerk

Der Vorstand der Akademie wird vertreten von Michael Wippler, Präsident des Zentralverbandes des Deutschen Bäckerhandwerks und RA Daniel Schneider, Hauptgeschäftsführer des Zentralverbandes des Deutschen Bäckerhandwerks. Leiter der Akademie ist Direktor Bernd Kütscher.

## Ausstattung
Der Campus der Akademie besteht aus insgesamt neun Gebäudeteilen, die nach und nach hinzugekommen sind. Für die Fortbildung stehen drei Lehrbackstuben zur Verfügung, ferner fünf Seminarräume für 30–160 Personen, ein IT-Schulungsraum mit 16 Computer-Arbeitsplätzen, ein Bäckergastronomie-Trainingsbereich sowie ein traditionelles Backhaus mit Holzbackofen. Das Restaurant der Akademie verfügt über 100 Sitzplätze. Das Gästehaus besteht aus 48 Zimmern mit 78 Betten. Ein weiteres Gästehaus mit 24 Zimmern wurde im Juli 2021 eröffnet.

## Wissenschaftlicher Beirat
Die Akademie hat einen wissenschaftlichen Beirat berufen, welche die Arbeit der Akademie selbst sowie des dort ansässigen Deutschen Brotinstituts begleitet. Er besteht aus renommierten Getreide- und Ernährungswissenschaftlern sowie Mitgliedern des Vorstandes und der Geschäftsführung. Der Beirat tagt in der Regel dreimal jährlich.
Der wissenschaftliche Beirat ist wie folgt besetzt (Stand Februar 2016):
- Thomas Becker (TU München) – Vorsitzender des Beirates
- Friedrich Meuser (TU Berlin)
- Meinolf G. Lindhauer (Max Rubner-Institut MRI, Detmold)
- Michael Kleinert (ZHAW Wädenswil, Schweiz)
- Peter Stehle (Rheinische Friedrich-Wilhelms-Universität Bonn)
- Michael Wippler (Zentralverband des Deutschen Bäckerhandwerks, Berlin)
- Daniel Schneider (Zentralverband des Deutschen Bäckerhandwerks, Berlin)
- Bernd Kütscher (Bundesakademie und Deutsches Brotinstitut, Weinheim)

## Fortbildungsauftrag
Die Akademie Weinheim ist eine staatlich anerkannte Meisterschule für Bäcker. Zu den Aufgaben gehört zudem die berufliche Fortbildung, wie z. B. die Ausbildung Betriebswirt des Handwerks, zum Filialmanager, zum Verkaufstrainer, zum Ernährungsberater im Bäckerhandwerk, zur geprüften Verkaufsleiterin im Lebensmittelhandwerk HWK und zum Geprüften Brot-Sommelier. Zudem werden Tages- und Modulseminare zu sämtlichen Themen des Bäckerhandwerks angeboten.
Im Jahr 2016 wurden 217 verschiedene Fortbildungsveranstaltungen durchgeführt, ein Teil davon auch vor Ort („inhouse“) in den Betrieben des Bäckerhandwerks.

## Weitere Aufgaben

### Fachliche Betreuung des Zentralverbandes des Deutschen Bäckerhandwerks
Die Bäcker-Bundesakademie in Weinheim berät und unterstützt den Zentralverband des Deutschen Bäckerhandwerks in fachlichen Angelegenheiten. Zudem führt sie für ihn große Fortbildungstagungen mit zentraler Bedeutung durch und organisiert Wettbewerbe. Maßgeblich zu nennen ist hierbei die Deutsche Meisterschaft der Bäckerjugend, bei der sich die bundesweit besten Absolventen der Gesellenprüfung zuerst in regionalen Ausscheidungen und anschließend beim Bundeswettbewerb in Weinheim messen. Die Sieger werden von der Akademie auf die traditionelle Bäckerjugend-Europameisterschaft vorbereitet, die in 2011 und 2016 turnusgemäß in Weinheim durchgeführt wurde, in beiden Fällen mit einem Sieg des deutschen Teams.

### Training und Verwaltung der Deutschen Bäckernationalmannschaft
Die Akademie im Weinheimer Waldschloss ist für den Zentralverband zudem Trainingszentrum und Verwaltungssitz der Deutschen Bäckernationalmannschaft, welche aus 12 hierfür qualifizierten Bäckermeisterinnen und Bäckermeistern besteht. Die Mannschaft bestreitet mit großem Erfolg internationale Backwettbewerbe und absolviert zudem Repräsentationsauftritte, u. a. auf der politischen Bühne in Berlin wie auch im Ausland. Mitglieder der Bäckernationalmannschaft werden durch die Deutsche Meisterschaft der Bäckermeister (nicht zu verwechseln mit dem Jugendwettbewerb) ermittelt, welche alle drei Jahre durch die Akademie organisiert wird. Das Finale findet auf der „Internationalen Bäckereiausstellung iba“ statt.

### Geschäftsstelle Deutsches Brotinstitut
Seit dem Jahr 2009 trägt die Akademie Verantwortung für den Brotprüf- und Beratungsdienst des Bäckerhandwerks, der in den 1950er Jahren gründet wurde. Der Verein trägt seit 2016 die Bezeichnung Deutsches Brotinstitut e. V. und hat seinen Sitz seitdem in Berlin. Die Geschäftsstelle befindet sich weiterhin an der Akademie in Weinheim.

## ADB-Verbund: Akademie Deutsches Bäckerhandwerk
Die 16 Landesinnungsverbände des Bäckerhandwerks sowie der Zentralverband des Deutschen Bäckerhandwerks gründeten im Jahr 2006 den formlosen Verbund „Akademie Deutsches Bäckerhandwerk“ (ADB) und bündelten darin ihre Beratungs- und Fortbildungsaktivitäten. Seitdem firmiert die Bundesfachschule Weinheim unter Akademie Deutsches Bäckerhandwerk Weinheim e. V. und übernimmt als zentrale Bildungseinrichtung koordinierende Aufgaben innerhalb des ADB-Verbundes.
Zum ADB-Verbund gehören neben der Bäcker-Bundesakademie in Weinheim folgende Landesakademien, welche sich in Trägerschaft des jeweiligen Bäcker-Landesinnungsverbandes befinden:
- Akademie des bayerischen Bäckerhandwerks Lochham
- ADB Berlin-Brandenburg (frühere Bezeichnung: Karl Grüßer Fachschule)
- Badische Bäckerfachschule Karlsruhe
- Bäckerfachschule Hannover
- Erste Deutsche Bäckerfachschule Olpe
- Förderungswerk des hessischen Bäckerhandwerks
- Sächsische Bäckerfachschule Dresden-Helmsdorf
- Württembergische Bäckerfachschule Stuttgart

Auch Bäckerverbände ohne eigene Fachschule führen Seminare innerhalb der ADB durch.
Mit den Bäcker-Landesverbänden Baden, Hessen, Württemberg, Südwest und Saarland bildet die Akademie in Weinheim das „ADB Kompetenzzentrum Süd-West“. Gemeinsame Veranstaltungen sind die jährliche betriebswirtschaftliche Tagung und die Ausbildungstagung.

## Auszeichnungen
Im Dezember 2015 wurde die Akademie in Stuttgart mit dem Landesweiterbildungspreis Baden-Württemberg ausgezeichnet, verliehen vom Wirtschaftsministerium Baden-Württemberg.
Im Oktober 2019 erhielt die Akademie aus den Händen von EU-Kommissarin Marianne Thyssen in Helsinki den Europäischen Weiterbildungpreis „Innovative Vocational Excellence and Training Provider Awards“ in der Kategorie „Innovativer Berufsbildungsanbieter“.

## Partnerschaften
Die Akademie pflegt Partnerschaften mit Bildungseinrichtungen in Deutschland und weiteren Ländern. Mit nachfolgenden internationalen Bildungseinrichtungen besteht eine Partnerschaftsvereinbarung (Stand Oktober 2019):
- Institut National de la Boulangerie in Rouen / Frankreich
- HTL für Lebensmitteltechnologie Wels in Österreich
- Japan Institut of Baking Technology JIBT in Tokio / Japan
- Cake und Confection College NKS in Tokio / Japan
- ISMEK Istanbul / Türkei
- ICB International Center of Baking in Lagos / Nigeria

Zudem wird die Akademie von zahlreichen Partnern aus der Wirtschaft unterstützt, darunter nahezu alle renommierten Backofenbauer, Bäckereimaschinenhersteller und Rohstofflieferanten des Bäckerhandwerks.